# Julieta Lazcano
Julieta Lazcano (Córdoba, 25 de julio de 1989) es una jugadora argentina de voleibol. Mide 1,89 m, juega en el puesto de central y actualmente se encuentra sin equipo. Formó parte de la selección femenina de voleibol de Argentina desde 2005 hasta agosto de 2022, participó en 2 juegos olímpicos (Río 2016 , primer clasificación histórica para Argentina en la rama del vóley femenino, y en Tokio 2020).
Fue capitana de la selección Argentina durante la medalla de bronce histórica del vóley femenino de los juegos panamericanos 2019. 
En 2021 abandonó el Fluminense brasilero para retornar al voleibol francés al fichar por el SF Paris Saint Cloud, donde ya había jugado en la temporada 2016-17. En esta nueva oportunidad fue compañera de Elina Rodríguez y Victoria Mayer. Terminada la temporada partió a Indonesia, donde continuó su carrera en el Gresik Petrokimia.En octubre de 2024, previo a un amistoso con Boca Juniors, el club peruano Alianza Lima anunció su contratación en pos de intentar lograr el bicampeonato de Liga.

## Clubes
| Club                          | País      | Año       |
| ----------------------------- | --------- | --------- |
| Club Gral. Paz Juniors        | Argentina | 2004-2005 |
| Municipalidad de Córdoba      | Argentina | 2005-2006 |
| Freyre Córdoba                | Argentina | 2006-2007 |
| Robursport Volley Pesaro      | Italia    | 2007-2009 |
| Gimnasia y Esgrima La Plata   | Argentina | 2009-2011 |
| Vandœuvre Nancy VB            | Francia   | 2011-2013 |
| Istres OPVB                   | Francia   | 2013-2016 |
| Paris Saint Cloud             | Francia   | 2016-2017 |
| Saint Raphael Var Volley-Ball | Francia   | 2017-2018 |
| Curitiba Vôlei                | Brasil    | 2018-2019 |
| E.Leclerc Radomka Radom       | Polonia   | 2019-2020 |
| Fluminense                    | Brasil    | 2020-2021 |
| Paris Saint Cloud             | Francia   | 2021-2022 |
| Gresik Petrokimia             | Polonia   | 2022-2024 |
| Alianza Lima                  | Perú      | 2024-2025 |

## Palmarés
- Campeonato de Italia
  - Vencedor : 2008.